# Viridonia sagittirostris
L'amakihi maggiore, o più correttamente ʻamakihi maggiore (Viridonia sagittirostris Rothschild, 1892) è un uccello passeriforme estinto della famiglia Fringillidae.

## Etimologia
Il nome scientifico del genere, Viridonia, deriva dal latino viridis, "verde", in riferimento alla livrea di questi uccelli, mentre quello della specie, sagittirostris, deriva dall'unione delle parole latine sagitta ("freccia") e roster ("rostro"), col significato globale di "verde e dal becco a freccia", in riferimento all'aspetto di questi uccelli.

## Descrizione

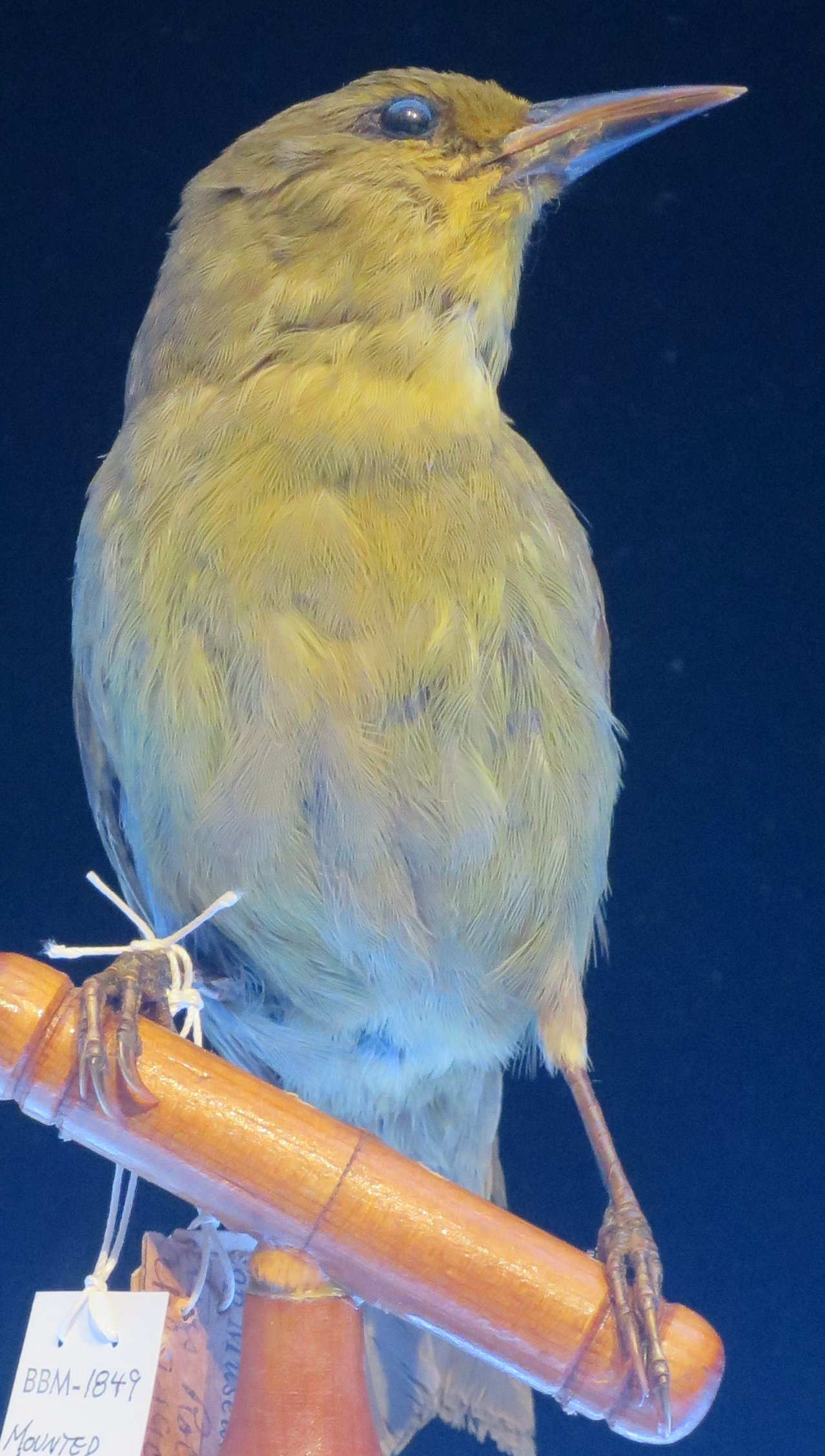
Esemplare impagliato al Museo Berenice Pauhai Bishop di Honolulu.

### Dimensioni
Misurava 15–16 cm di lunghezza.

### Aspetto
L'amakihi maggiore era assai simile nell'aspetto agli altri amakihi, dai quali si differenziava principalmente per le dimensioni maggiori ed il becco chiaro anziché nero.

La colorazione di questi uccelli era prevalentemente di colore verde oliva, più chiara e sfumata nel giallognolo su gola, petto e ventre e più scura su fronte, vertice, nuca, ali (dove assumeva tonalità brune), dorso e coda. Il dimorfismo sessuale era poco pronunciato, con femmine dai colori meno brillanti e dal giallo ventrale meno esteso (principalmente a livello cefalico): in ambedue i sessi, il becco era di color avorio, le zampe erano nerastre (sebbene alcuni autori riportino un colore in vita blu, che degenerava rapidamente in nero dopo la morte dell'animale) e gli occhi erano di colore bruno scuro.

## Biologia
L'amakihi maggiore era un uccello diurno, dalle abitudini prevalentemente solitarie e molto timido, nonostante si dimostrasse molto attivo e facesse sentire spesso il suo richiamo, formato da una sequenza di 2-3 note alte.

### Alimentazione
La dieta di questi uccelli era in massima parte insettivora: essi percorrevano in lungo e in largo i tronchi, utilizzando il becco appuntito per sondare le crepe delle cortecce e gli ammassi di vegetali alla ricerca di insetti, piccoli invertebrati e larve. L'amakihi maggiore sarebbe stato inoltre osservato in una singola occasione nutrirsi di nettare da un fiore di ohia lehua.

### Riproduzione
Questi uccelli si sono estinti prima che ne venissero osservate le abitudini riproduttive: tuttavia, essendo queste ultime piuttosto conservative fra i drepanidini, si ha motivo di ritenere che esse non differissero significativamente per modalità e tempistiche da quelle di altre specie affini, come gli altri amakihi.

## Distribuzione e habitat
Questo uccello era endemico dell'isola di Hawaii, della quale sembra aver sempre occupato una porzione molto ristretta, corrispondente grossomodo al medio corso del fiume Wailuku, nell'entroterra di Hilo. Il suo habitat era rappresentato dalla foresta pluviale con abbondante presenza di epifite, fra i 300 e i 900 m di quota.

## Tassonomia
Talvolta accorpato a Hemignathus e di volta in volta espanso con l'aggiunta gli altri amakihi (attualmente classificati in un proprio genere, Chlorodrepanis) o dell'anianiau (attualmente in un proprio genere monospecifico, Magumma), il genere Viridonia viene attualmente ritenuto monotipico, con ascritto il solo amakihi maggiore.
Nell'ambito della tribù dei Drepanidini, Viridonia si dimostra vicino al clade Loxops-Magumma-Chlorodrepanis, rispetto al quale appare però piuttosto basale.

## Estinzione
L'esistenza storica dell'amakihi maggiore cominciò nel 1892, quando Henry Palmer ottenne quattro esemplari che provvide a inviare a Walter Rothschild, che li descrisse scientificamente. Ulteriori osservazioni di questi uccelli si ebbero nel dicembre 1895 e di nuovo nel 1900, con l'ultimo avvistamento confermato avvenuo nel 1901.
Questa specie, già riportata come naturalmente rara e dall'areale estremamente circoscritto, limitato alle sponde di un piccolo tratto del fiume Wailuku, molto verosimilmente ricevette il colpo di grazia con la conversione della foresta natia in piantagioni di canna da zucchero, le quali, ironia della sorte, sono state a loro volta abbandonate.